# 少鱗低線魚
少鱗低線魚（学名：Chrionema furunoi），又名鴨嘴鱚，为鯒狀魚科低線魚屬下的一个种，該物種分佈於西北太平洋海域，體長可達21公分。曾歸類於鴨嘴鱚科。